# جيف هاردي
جيفري نيرو هاردي (31 أغسطس 1977-)، هو مصارع محترف أمريكي. يرتبط حاليًا بعقد مع اتحاد "المصارعة بلا توقف" (TNA)، ويشارك أيضًا ضمن عروض اتحاد "دبليو دبليو إي" في فرع "إن إكس تي".
يُعتبر هاردي من أعظم المصارعين المحترفين عبر التاريخ، ويشتهر بأسلوبه الجريء ومجازفاته الخطيرة داخل الحلبة. شكّل، إلى جانب شقيقه مات هاردي، الفريق الشهير "الأخَوان هاردي"، والذي يُعد من الفرق الأساسية التي ساهمت في إنعاش قسم الفرق الثنائية خلال ما يُعرف بـ"عصر التمرد"، ويُصنف ضمن أعظم الفرق الثنائية في تاريخ المصارعة.
نشأ هاردي في مدينة كاميرون بولاية كارولاينا الشمالية. بدأ مسيرته في سن مبكرة عندما أنشأ مع شقيقه اتحادًا هاويًا للمصارعة على الترامبولين، أطلقا عليه لاحقًا اسم "منظمة الفنون القتالية الحديثة القصوى". ومع مرور الوقت، تطور مشروعهما ليصبح أكثر احترافًا. في بداياتهما، عمل فريق "الأخَوان هاردي" كعناصر مساعدة في اتحاد "المصارعة العالمية" (WWF) منذ عام 1994، قبل أن يوقّعا عقدًا دائمًا في عام 1998.
حقق الفريق شهرة واسعة بفضل مشاركاته في مباريات الطاولات والسلالم والكراسي، المعروفة اختصارًا بـ"TLC". ومع انضمام المصارعة ليتا، أصبح الفريق يُعرف باسم "الفريق المتطرف"، وازدادت شعبيته. بعد انفصالهما المؤقت في عام 2002، بدأ نجم جيف هاردي في الصعود كمصارع منفرد، لكنه واصل الظهور مع شقيقه من وقت إلى آخر. وقد حقق الفريق معًا 21 بطولة عالمية للفرق الثنائية في اتحادات مثل "دبليو دبليو إي" و"المصارعة بلا توقف" و"شرف الحلبة" وغيرها.
حقق هاردي نجاحًا كبيرًا على صعيد المنافسات الفردية، حيث تُوّج بأول بطولة عالمية له في عام 2008 عندما فاز ببطولة "دبليو دبليو إي". كما فاز ببطولة العالم للوزن الثقيل مرتين، وببطولة الوزن الثقيل لاتحاد "المصارعة بلا توقف" ثلاث مرات. داخل اتحاد "دبليو دبليو إي"، حصد أيضًا بطولة القارات خمس مرات، وبطولة الهاردكور ثلاث مرات، بالإضافة إلى بطولات أوروبا، والوزن الخفيف، والولايات المتحدة مرة واحدة لكل منها.
بفضل هذه الإنجازات، أصبح هاردي المصارع رقم 18 الذي يُحقق "التاج الثلاثي" في تاريخ "دبليو دبليو إي"، والتاسع الذي يُتوّج بـ"الجراند سلام". وهو أحد خمسة مصارعين فقط نجحوا في تحقيق كلا صيغتي الجراند سلام (القديمة والحديثة)، وأحد اثنين فقط فازا بجميع ألقاب الجراند سلام الأصلية.
شارك هاردي في العديد من عروض الدفع مقابل المشاهدة، وكان نجم الحدث الرئيسي في العديد من المناسبات، سواء في "دبليو دبليو إي" أو في "المصارعة بلا توقف"، بما في ذلك حدث "باوند فور غلوري"، الذي شارك فيه كبطل في مناسبتين. وقد اختاره قرّاء مجلة "برو ريسلينغ إلوستريتد" كـ"أكثر مصارع شعبية في العام" مرتين.
يهتم هاردي خارج الحلبة برياضة الموتوكروس، كما يمارس الفنون التشكيلية ويشارك في المجال الموسيقي. وهو عضو في فرقة "بيروكس واي جن"، التي أصدر معها ثلاثة ألبومات استوديو وأربعة ألبومات قصيرة. وفي عام 2003، ألّف مع شقيقه مات كتاب مذكرات بعنوان "الأخَوان هاردي"، الذي دخل هذا الكتاب قائمة نيويورك تايمز للكتب الأكثر مبيعًا.

## روابط خارجية
- جيف هاردي على موقع IMDb (الإنجليزية)
- جيف هاردي على موقع ميوزك برينز (الإنجليزية)
- جيف هاردي على موقع ميوزك برينز (الإنجليزية)
- جيف هاردي على موقع إن إن دي بي (الإنجليزية)
- جيف هاردي على موقع قاعدة بيانات الفيلم (الإنجليزية)
- جيف هاردي على موقع دبليو دبليو إي (الإنجليزية)
- جيف هاردي على موقع WrestlingData.com (الإنجليزية)
- جيف هاردي على موقع CageMatch worker (الإنجليزية)
- جيف هاردي على موقع قاعدة بيانات المصارعة على الإنترنت (الإنجليزية)
- جيف هاردي على موقع عالم المصارعة على الإنترنت (الإنجليزية)
- جيف هاردي على موقع عالم المصارعة على الإنترنت (الإنجليزية)